# نام‌گذاری آیوپاک در شیمی
اتحادیه بین‌المللی شیمی محض و کاربردی (IUPAC) چهار مجموعه قانون را برای استانداردسازی نام‌گذاری‌های شیمیایی منتشر کرده‌است.
در این رابطه، دو حوزهٔ اصلی وجود دارد:
- نام‌گذاری آیوپاک در شیمی معدنی (کتاب قرمز)
- نام‌گذاری آیوپاک در شیمی آلی (کتاب آبی)

## کاربرد
نام‌گذاری آیوپاک، برای نام‌گذاری مواد شیمیایی بر اساس ترکیب شیمیایی و ساختار شیمیایی آن‌ها استفاده می‌شود. به‌عنوان مثال، می‌توان استنباط کرد که ۱-کلروپروپان دارای یک اتم کلر بر روی نخستین کربن در زنجیرهٔ پروپان ۳کربنی است.